# Macrolobium campestre
Macrolobium campestre är en ärtväxtart som beskrevs av Huber. Macrolobium campestre ingår i släktet Macrolobium och familjen ärtväxter.

## Underarter
Arten delas in i följande underarter:
- M. c. arboreum
- M. c. arirambense
- M. c. campestre
- M. c. longibracteatum
- M. c. medium